# 英國保護國
英國保護國（英語：British protectorate），指的是英國在大英帝國時期或聯合王國時期於英屬殖民地成立的保護國。與英國海外領土不同的地方在於海外領土多由英國皇室與政府直接管轄，因此有的被稱為王冠属地，如：曼島、根西與直布羅陀，但英屬殖民地或保護國通常由英國委託的當地殖民政府管轄，且保護國有管理自己地區的權利，英國保留了當地殖民政府對各保護國內部事務的統治權，英國本身則有控制殖民政府的國防和外交事務。

## 前英國保護國與殖民地列表

### 歐洲
- 馬爾他保護國（1800—1813）
- 馬爾他島及其附屬島嶼直轄殖民地（1813—1964）
- 英屬賽普勒斯 （1878—1960）
- 伊奧尼亞群島合眾國 （1815—1864）

### 亞洲
- 英屬馬來亞（1785—1957）
- 英屬印度（1858—1947）
- 英屬緬甸（1824—1948）
- 英屬海峽殖民地（1826—1946）
- 亞丁保護國（1872—1963）
- 英屬香港（1841-1997）
- 英屬錫蘭（1815-1948）
- 北婆羅洲（1882-1941）

### 非洲
- 貝專納保護國（1885—1966）
- 英屬索馬利蘭（1884—1960）
- 東非保護國（1895—1920）
- 甘比亞殖民地和保護國（1894—1965）
- 奈及利亞殖民地（1920—1963）
- 奈及利亞殖民地（1914—1960）
- 北羅得西亞（1924–1964）
- 南羅得西亞（1924–1964）
- 尼亞薩蘭（1893-1964）
- 英屬黃金海岸（1901–1957）
- 英屬中非保護國（1893-1907）
- 烏干達保護國（1894-1962）
- 南非聯邦（1910–1961）
  -  開普殖民地（1806–1910）
  -  納塔爾殖民地（1843–1910）
  -  奥伦治河殖民地（英语：Orange River Colony）（1902–1910）
  -  德蘭士瓦殖民地（1902–1910）
  -  巴蘇陀蘭（1884–1966）
  -  西南非洲（1915–1990）
- 坦干伊加（1916-1961）
- 尚吉巴蘇丹國（1916-1961）

### 美洲
- 英屬向風群島（1833-1959）
  -  英屬巴貝多 (1627-1966)
  -  英屬安地卡及巴布達（1632-1981）
  -  英屬多米尼克（1763-1978）
  -  英屬格瑞那達（1609-1974）
  -  英屬聖文森和格瑞那丁（1627-1979）
  -  英屬千里達及托巴哥（1814-1962）
- 英屬背風群島（1671-1958）
  -  英屬開曼群島（1670-至今）
  -  英屬牙買加（1670-1962）
  -  英屬蒙哲臘（1667-至今）
  -  英屬聖克里斯多福-尼維斯-安圭拉（1882-1983）
  -  英屬聖露西亞（1814-1979）
  -  英屬特克斯和凱科斯群島（1848-至今）
  -  英屬維京群島（1672-至今）
  -  安圭拉（1980-至今）
- 英屬莫斯基托海岸 (1638-1860)

### 大洋洲
- 巴布亞領地（1883—1975）